# アンリ・セヴェ
アンリ・セヴェ（Henri Saivet 、1990年10月26日 - ）は、セネガル・ダカール出身のプロサッカー選手。元セネガル代表。ポジションは、ミッドフィールダー。

## クラブ経歴

### ボルドー
2007年、クラブ史上最年少の17歳でプロ契約を締結。2007–08シーズンのRCランス戦でトップチームデビュー。

### ニューカッスル
2016年1月11日、ボルドーのウィリー・サニョル監督はセヴェの移籍を認めたと報じられた。それからまもなく、ニューカッスル・ユナイテッドFCに移籍金500万ユーロの5年半契約で移籍した。

#### サンテティエンヌ
2016年8月23日、ASサンテティエンヌに買い取りオプションなしのレンタルで加入。

#### スィヴァススポル
2018年1月31日、スィヴァススポルにシーズン終了までのレンタル移籍で加入。

#### ブルサスポル
2018年8月25日、同シーズンのニューカッスルで1試合に出場した後、トルコのブルサスポルに期限付き移籍した。
2019-20シーズンはニューカッスルに復帰するが、トップチーム登録はなされなかった。

### ポー
2022年6月、ポーFCに移籍した。

## 代表歴

### ゴール
2017年1月12日現在
| #  | 開催日        | 会場           | 対戦国     | スコア | 結果 | 試合概要                       |
| -- | ------------- | -------------- | ---------- | ------ | ---- | ------------------------------ |
| 1. | 2017年1月19日 | フランスヴィル | ジンバブエ | 2–0    | 2–0  | アフリカネイションズカップ2017 |

## タイトル
ボルドー
- リーグ・アン: 2008–09
- クープ・ドゥ・ラ・リーグ: 2009
- クープ・ドゥ・フランス: 2012–13
- トロフェ・デ・シャンピオン: 2009, 2010